# Ruud van Nistelrooy
Rutgerus Johannes Martinus van Nistelrooij (Oss, Països Baixos, 1 de juliol del 1976), conegut internacionalment com a Ruud Van Nistelrooy, és un jugador professional de futbol dels Països Baixos, ja retirat.

## Trajectòria com a futbolista
El seu primer equip va ser l'FC Den Bosch amb el qual va debutar a la temporada 1993-1994 a la segona divisió neerlandesa. Després de 4 anys a la segona divisió, va fitxar pel SC Heerenveen el 1997, on va marcar 13 gols en 30 partits a la campanya 1997-1998.
La seva facilitat per marcar, li van obrir les portes al PSV Eindhoven el 1998, que el va fitxar per 4,2 milions de dòlars, un rècord entre clubs neerlandesos. Van Nistelrooy va finalitzar la temporada amb 31 gols, sent nomenat Jugador Holandès de l'Any.
L'any 2001, el Manchester United FC el va fitxar per 19 milions de dòlars. Al club anglès va obtenir un gran prestigi internacional, sent considerat un dels millors davanters del món. El 2003 guanyà el premi al Jugador de la Temporada de la Premier League.
El 27 de juliol del 2006 va fitxar pel Reial Madrid CF. El jugador va esdevenir el tercer fitxatge del president Ramón Calderón, després de Fabio Cannavaro i Emerson Ferreira da Rosa. Al Real Madrid fou un dels futbolistes més destacats, marcant 25 gols en lliga durant la temporada 2006-07 i aconseguint el trofeu Pitxitxi.
El 5 de novembre de 2008, quan havia aconseguit marcar quatre gols en sis partits de lliga, va caure greument lesionat del genoll, la qual cosa necessità una operació quirúrgica que el va mantenir de baixa més de nou mesos. 292 dies després va tornar a jugar amb el conjunt blanc al Trofeu Santiago Bernabéu, durant la pretemporada 2009-10.
Sense arribar a recuperar-se plenament de les seves lesions, i al tenir forta competència a l'equip madrileny, el gener de 2010 va fitxar pel Hamburger SV alemany.
Després d'una temporada i mitja a l'Hamburg SV i una altra al Màlaga CF, a l'estiu de 2012 es va retirar com a futbolista professional.

## Trajectòria com a entrenador
Després de la seva retirada, va estar dos anys treballant com a assistent tècnic de la selecció neerlandesa, amb els seleccionadors Guus Hiddink i Danny Blind.
L'estiu de 2016 va començar a treballar d'entrenador de juvenils al PSV Eindhoven.

## Clubs
| Club              | Temporada     | Lliga   | Lliga | Copa    | Copa | Copa de la Lliga | Copa de la Lliga | Europa  | Europa | Total   | Total |
| Club              | Temporada     | Partits | Gols  | Partits | Gols | Partits          | Gols             | Partits | Gols   | Partits | Gols  |
| ----------------- | ------------- | ------- | ----- | ------- | ---- | ---------------- | ---------------- | ------- | ------ | ------- | ----- |
| FC Den Bosch      | 93-94         | 2       | 0     |         |      | -                | -                | 0       | 0      | 2       | 0     |
| FC Den Bosch      | 94-95         | 15      | 3     |         |      | -                | -                | 0       | 0      | 15      | 3     |
| FC Den Bosch      | 95-96         | 21      | 2     |         |      | -                | -                | 0       | 0      | 21      | 2     |
| FC Den Bosch      | 96-97         | 31      | 12    |         |      | -                | -                | 0       | 0      | 31      | 12    |
| Total             | Total         | 69      | 17    |         |      | -                | -                | 0       | 0      | 69      | 17    |
| SC Heerenveen     | 97-98         | 31      | 13    |         |      | -                | -                | 0       | 0      | 31      | 13    |
| Total             | Total         | 31      | 13    |         |      | -                | -                | 0       | 0      | 31      | 13    |
| PSV Eindhoven     | 98-99         | 34      | 31    |         |      | -                | -                | 7       | 6      | 41      | 37    |
| PSV Eindhoven     | 99-00         | 23      | 29    |         |      | -                | -                | 8       | 3      | 31      | 32    |
| PSV Eindhoven     | 00-01         | 10      | 2     |         |      | -                | -                | 0       | 0      | 10      | 2     |
| Total             | Total         | 67      | 62    |         |      | -                | -                | 15      | 9      | 82      | 71    |
| Manchester United | 01-02         | 32      | 23    | 1       | 2    | 1                | 1                | 11      | 10     | 45      | 36    |
| Manchester United | 02-03         | 33      | 25    | 3       | 4    | 4                | 1                | 10      | 14     | 50      | 44    |
| Manchester United | 03-04         | 30      | 20    | 3       | 6    | 1                | 0                | 7       | 4      | 41      | 30    |
| Manchester United | 04-05         | 17      | 6     | 3       | 2    | 0                | 0                | 6       | 8      | 26      | 16    |
| Manchester United | 05-06         | 28      | 21    | 2       | 0    | 1                | 1                | 8       | 2      | 39      | 24    |
| Total             | Total         | 140     | 95    | 12      | 14   | 7                | 3                | 42      | 38     | 201     | 150   |
| Reial Madrid      | 06-07         | 37      | 25    | 3       | 2    | -                | -                | 7       | 6      | 45      | 33    |
| Reial Madrid      | 07-08         | 24      | 16    | 1       | 0    | -                | -                | 7       | 4      | 32      | 21    |
| Reial Madrid      | 08-09         | 6       | 4     | 0       | 0    | -                | -                | 4       | 3      | 10      | 7     |
| Reial Madrid      | 09-10         | 1       | 1     | 2       | 0    | -                | -                | 1       | 0      | 4       | 1     |
| Total             | Total         | 68      | 46    | 6       | 2    | -                | -                | 19      | 14     | 93      | 62    |
| Hamburg SV        | 09-10         | 11      | 5     | 0       | 0    | -                | -                | 7       | 2      | 18      | 7     |
| Hamburg SV        | 10-11         | 15      | 6     | 1       | 3    | -                | -                | 0       | 0      | 16      | 9     |
| Total             | Total         | 26      | 11    | 1       | 3    | -                | -                | 7       | 2      | 34      | 16    |
| Màlaga CF         | 11-12         | 28      | 4     | 4       | 1    | -                | -                | 0       | 0      | 32      | 5     |
| Total             | Total         | 28      | 4     | 4       | 1    | -                | -                | 0       | 0      | 32      | 5     |
| Total carrera     | Total carrera | 429     | 248   | 23      | 20   | 7                | 3                | 83      | 63     | 544     | 334   |

## Palmarès

### Campionats estatals
| Títol                        | Club                 | País          | Any  |
| ---------------------------- | -------------------- | ------------- | ---- |
| Supercopa dels Països Baixos | PSV Eindhoven        | Països Baixos | 1999 |
| Lliga neerlandesa            | PSV Eindhoven        | Països Baixos | 2000 |
| Lliga neerlandesa            | PSV Eindhoven        | Països Baixos | 2001 |
| Lliga anglesa                | Manchester United FC | Anglaterra    | 2003 |
| Copa anglesa                 | Manchester United FC | Anglaterra    | 2004 |
| Copa de la lliga anglesa     | Manchester United FC | Anglaterra    | 2006 |
| Lliga espanyola              | Reial Madrid         | Espanya       | 2007 |
| Lliga espanyola              | Reial Madrid         | Espanya       | 2008 |
| Supercopa d'Espanya          | Reial Madrid         | Espanya       | 2008 |

### Premis individuals
| Premi                                            | Any  |
| ------------------------------------------------ | ---- |
| Màxim golejador de la Lliga neerlandesa.         | 1999 |
| Jugador de l'any de la Lliga neerlandesa.        | 1999 |
| Màxim golejador de la Lliga neerlandesa.         | 2000 |
| Jugador de l'any de la Lliga neerlandesa.        | 2000 |
| Màxim golejador de la Lliga de Campions 2001-02. | 2002 |
| Millor davanter de la Lliga de Campions 2001-02. | 2002 |
| Màxim golejador de la Lliga anglesa.             | 2003 |
| Màxim golejador de la Lliga espanyola.           | 2007 |